# 790 Pretoria
Pretoria (asteroide 790) é um asteroide da cintura principal com um diâmetro de 170,37 quilómetros, a 2,8941909 UA. Possui uma excentricidade de 0,1509162 e um período orbital de 2 298,58 dias (6,3 anos).
Pretoria tem uma velocidade orbital média de 16,132602 km/s e uma inclinação de 20,5491º.
Este asteroide foi descoberto em 16 de Janeiro de 1912 por Harry Edwin Wood.